# Атенас (футбольный клуб)
«Ате́нас» (исп. Club Atlético Atenas de San Carlos) — уругвайский футбольный клуб из города Сан-Карлос, департамент Мальдонадо. С 2019 года выступает во Втором дивизионе чемпионата Уругвая.

## История
Клуб был основан 1 мая 1928 года. Слово Атенас на испанском означает Афины. Большую часть своей истории «Атенас» имел любительский статус. Дебют во Втором дивизионе произошёл в 2002 году. По итогам сезона 2008/2009 клуб занял лишь третье место во Втором дивизионе, но снятие с чемпионата в Примере «Вильи Эспаньолы» освободило дополнительное место в элите, которое и было отдано «Атенасу». Дебютировал в элите 23 августа 2009 года с разгромного поражения от старожилы элитного дивизиона «Дефенсора Спортинга», со счётом 1:5. Первую победу команда одержала спустя лишь 2 месяца, над «Серро-Ларго», со счётом 2:0 в матче 6 тура Апертуры. Проведя в Примере лишь один сезон, команда вернулась во Второй профессиональный дивизион чемпионата Уругвая. В сезоне 2014/15 «Атенас» вновь выступал в элите, но опять не смог закрепиться.
«Атенас» — один из самых успешных клубов так называемого Интериора — территории за пределами Большого Монтевидео. У клуба в активе 4 чемпионских титула Интериора (1965, 1975, 1976, 2001 годов) и множество чемпионств на уровне департамента Мальдонадо.

## Достижения
- Участник Примеры Уругвая (3): 2009/10, 2014/15, 2018